# Adolf Stieler
Adolf Stieler (født 26. februar 1775 i Gotha, død 13. marts 1836 sammesteds) var en tysk kartograf.
Stieler uddannede sig oprindelig som jurist og blev ansat i Ministerialdepartementet i sin fødeby, hvor han 1829 blev geheime-regierungsrath. Af hans kartografiske arbejder er det kendteste "Stielers Atlas", 50 blade, som han sammen med Reichard udgav hos Perthes i Gotha 1817—23.
Det er senere fortsat og forbedret af Vogel, Petermann, Berghaus, Habenicht, Lüddecke og andre og hører til de bedste fremkomne verdensatlaser. Endvidere har han udgivet Schulatlas (1821), der har opnået henad 100 oplag, Schulatlas der Alten Welt (1823), samt flere specialkort over Tyskland.